# Bagnold-dynerna
Bagnold-dynerna är en 35 km lång grupp av mörkgrå sanddyner i Gale-kratern på Mars. De är uppkallade efter Ralph Alger Bagnold, som korsade den libyska öknen och var en av de första upptäcktsresande som fick en djup förståelse för fysiken bakom sanddyner. Sanddynerna flyttar sig cirka 0,4 meter (1,3 ft) varje jordår. 

## Forskning

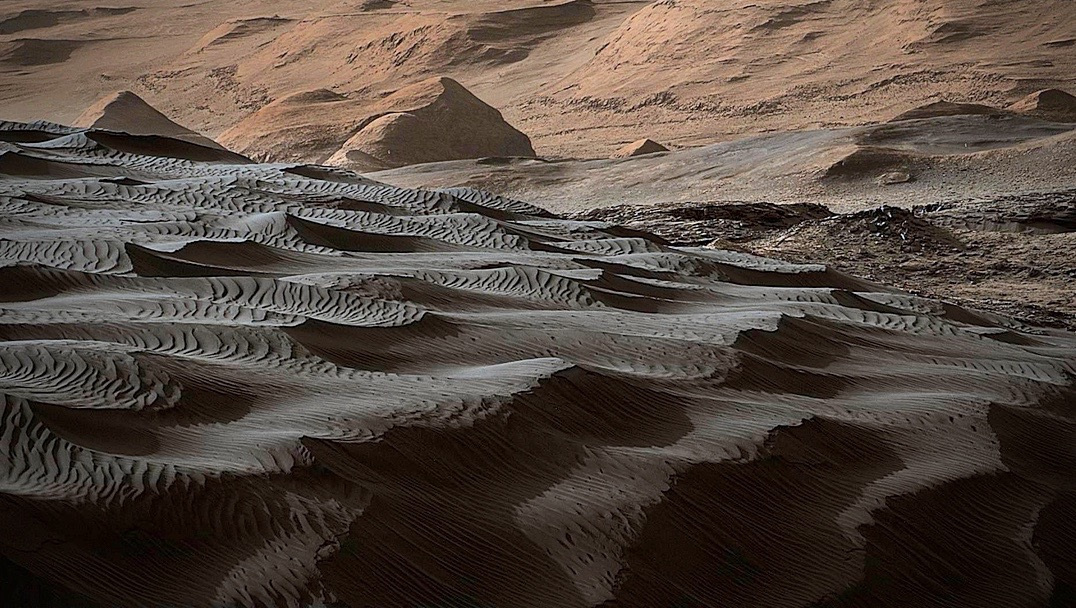
Namibdynen, på den nordvästra flanken av Mount Sharp

I november 2015 började NASA:s rover Curiosity utforska sanddynerna och avslutade utforskningen i april 2017. Fas 1 undersökte Namib och High Dunes i utkanten av sanddynfältet under senhösten och vintern, medan fas 2 genomfördes under den södra sommaren vid den linjära Nathan Bridges Dune och Mount Desert Island, ett krusningsfält på den södra sidan av sanddynerna.
I en forskningsartikel publicerad den 1 november 2021 analyserades de prover som togs och undersöktes av rovern i ett våtkemiskt derivatiseringsexperiment, och enligt forskningen innehöll proverna som togs i sanddynerna organiska föreningar. Mer specifikt fann man i sandproverna kemiskt derivatiserad ammoniak och bensoesyra, såväl som fosforsyra, fenol, flera kvävehaltiga molekyler och ännu oidentifierade högmolekylära föreningar.